# Kāsīān-e Rostam Khānī
Kāsīān-e Rostam Khānī (persiska: كاسيان رستم خانی, كاسيان) är en ort i Iran.   Den ligger i provinsen Lorestan, i den västra delen av landet, 300 km sydväst om huvudstaden Teheran. Kāsīān-e Rostam Khānī ligger 1 681 meter över havet och antalet invånare är 455.
Terrängen runt Kāsīān-e Rostam Khānī är huvudsakligen kuperad, men österut är den bergig.Runt Kāsīān-e Rostam Khānī är det ganska tätbefolkat, med 72 invånare per kvadratkilometer. Närmaste större samhälle är Chaghalvandī, 6,4 km väster om Kāsīān-e Rostam Khānī. Trakten runt Kāsīān-e Rostam Khānī består i huvudsak av gräsmarker.